# Marjatta Raita
Marjatta Raita (née le 17 février 1944 à Pori - morte le 27 septembre 2007 à Helsinki) est une actrice finlandaise, surtout connue pour son interprétation du rôle d'Elisabeth Turhapuro dans la série, réalisée par Spede Pasanen, de dix films Uuno Turhapuro qui s'échelonnent de 1973 à 2004.

## Biographie
Née à Pori, Marjatta Raita est la fille d'un couple d'acteurs Eino et Valli Raita. Elle est mariée à l'acteur finlandais Aarno Sulkanen.
En dehors de son rôle d'Elisabeth Turhapuro, Marjatta apparaît également dans de nombreux autres films, bien qu'elle produise surtout au théâtre. Elle a étudié l'art dramatique dans une école de théâtre entre 1962 et 1965.
Marjatta Raita meurt à Helsinki le 27 septembre 2007 des suites d'un cancer.

## Sources
- (en) Cet article est partiellement ou en totalité issu de l’article de Wikipédia en anglais intitulé « Marjatta Raita » (voir la liste des auteurs).